# یوسف کهن
یوسف کهن (۱۳۰۶   – ۱۹۸۱ ) وکیل دادگستری، عضو هیئت رئیسه و نایب رئیس انجمن کلیمیان و نماینده کلیمیان در مجلس شورای ملی در دوره بیست و چهارم مجلس شورای ملی بود.

## زندگی
یوسف کهن در خانواده‌ای یهودی در مشهد به دنیا آمد. نسب پدری او به حاخام ربی موشه از نوادگان ملا آبراهام شیرازی میرسد. پدر او موسی کهن تاجر بود و در ۴۲ سالگی از دنیا رفت. او در سیزده سالگی مجبور به نگهداری از خانواده اش شد. او تحصیلات ابتدایی را در دبستان کورش و در دبیرستان البرز به پایان برد. پس از تحصیل در دوره کارشناسی حقوق قضائی در دانشگاه تهران به وکالت مشغول شد. وی پس از چندی به عضویت در انجمن شهر تهران درآمد. همچنین پس از عضویت در هیئت رئیسه و نایب رئیس انجمن کلیمیان مدتی نیز سرپرست دارالشرع کلیمیان  (بیت دین) ایران بود.
او در سال ۱۳۵۵ همراه شاه به آمریکا رفت و در دیدار شاه با کارتر نقش مهمی در نظر اقلیتهای مذهبی نسبت به شاه داشت. 
یوسف کهن با حاخام عوادیه یوسف روابط خوبی داشت و در بازدید او از ایران وی را همراهی میکرد. او موفق شد فتوای شرعی را برای ارث بردن زنان یهودی از حاخام عوادیه یوسف دریافت کند. 

## فعالیت اجتماعی
- نماینده حوزه انتخابیه کلیمیان در دوره بیست وچهارم مجلس شورای ملی (۱۳۵۴–۱۳۵۷).

- سرپرست دارالشرع کلیمیان ایران.

- عضو هیئت رئیسه و نایب رئیس انجمن کلیمیان.

- عضویت در انجمن شهر تهران (1351-1354).[۱]

## نمایندگی مجلس
یوسف کهن در انتخابات دوره بیست و چهارم مجلس شورای ملی با کسب ۷۵۷۷ رأی از ۱۲۹۸۶ رأی به نمایندگی از کلیمیان به مجلس راه یافت.

## بعد از انقلاب
بعد از پیروزی انقلاب او مقام نمایندگی مجلس را از دست داد. با این وجود او با دولت جدید ایران روابط خوبی داشت و موفق شد اجازه خروج از کشور را بگیرد با اینکه در آن زمان کلیه نمایندگان سابق مجلس ممنوع الخروج بودند. او در لوس آنجلس ساکن شد و خاطرات خود را در کتابی به نام یوسف کهن: گزارش و خاطرات فعالیتهای سیاسی اجتماعی به چاپ رساند. 